# Дугинец, Прасковья Григорьевна
Прасковья Григорьевна Дугинец (1879 — 19 октября 1905) — учительница, большевичка. Была убита черносотенцами в 1905 году.

## Биография
Родилась в 1879 году селе Успенское Кубанской области в многодетной семье чабана.
С 10-летнего возраста Прасковья находилась на воспитании у своей учительницы сельской школы Маргариты Ефимовны Грумм-Гржимайло.
Эта учительница из Санкт-Петербурга, сосланная революционерка-народница, сестра учёных Г. Е. Грумм-Гржимайло и В. Е. Грумм-Гржимайло, видя тяжёлую жизнь сельского чабана и его неспособность прокормить детей, взяла к себе на воспитание его дочку, назвала племянницей, устроила её в гимназию в Армавире, которую девочка окончила в 1899 году.
В 1899 году поступила в Московский учительский институт, жила в семье у Г. Е. Грумм-Гржимайло, который оплачивал её обучение.
Окончив в 1902 году институт работала учительницей в школе при железнодорожной станции Гулькевичи вместе с Маргаритой Ефимовной.
Ещё в Москве участвовала в марксистских кружках и распространяла запрещённую литературу и листовки среди рабочих, вступила в РСДРП, партийный псевдоним — Парася Украинка, входила в группу украинского писателя Ф. И. Капельгородского скрывавшегося от жандармов в родном ей Успенском. Вела активную агитационную работу среди железнодорожников, печатала листовки, провозила политическую литературу, имела связь с подпольем в Ростове-на-Дону, Екатеринодаре и Майкопе.
С 1904 года — учительница железнодорожной школы на станции Кавказская, куда была направлена Ростовским комитетом РСДРП для укрепления местной партийной группы.
18 октября 1905 года, во время Революции 1905 года, развернув красное знамя участвовала в митинге железнодорожников по поводу получении депеши с текстом царского манифеста. Митинг был разогнан жандармами. На следующий день в школе сагитированные ею учителя и ученики отказались петь «Боже, царя храни», чем сорвали благодарственный молебен по случаю дарованных царем «свобод», и с возгласом «Долой царя! Свобода и революция!» покинули актовый зал.
19 октября 1905 года 26-летняя учительница на улице была забита насмерть черносотенцами.
Похоронена на железнодорожной станции Мирская.

Пришло страшное известие со станции Кавказской. Параня, молоденькая девушка с длинной косой, племянница библиотекарши Маргариты Ефимовны Грум-Гржимайло, умерла страшной смертью. Ее разорвала толпа черносотенцев, к которым она обратилась с речью. Меня потрясли это известие и слова, что толпа «разорвала». Живого человека! Маргарита Ефимовна вскоре после этого исчезла из Майкопа. — из воспоминаний Евгения Шварца, знавшего Маргариту Ефимовну Грумм-Гржимайло как библиотекаря Пушкинского дома

## Память
О жизни и революционной деятельности этой бесстрашной женщины рассказывает особая витрина музея. Юные краеведы раздобыли фотографии П. Г. Дугинец и ее родных, составили биографию революционерки, разыскали и расспросили её товарищей по подполью. Педагогический коллектив и учащиеся возбудили ходатайство о присвоении школе имени П. Г. Дугинец.— журнал «Народное образование», 1958 год
Именем Прасковьи Григорьевны Дугинец названы три улицы: в городе Кропоткин, селе Успенское и посёлке Мирской.
Её имя было присвоено двум школам — железнодорожной школе № 22 на станции Кавказской, а в 1962 году — Средней общеобразовательной школе № 1 села Успенское.
Дом в селе Успенское, пристроенный к железнодорожной школе, в котором жила П. Г. Дугинец, является памятником истории и культуры, на доме установлена мемориальная доска.
На станции Мирской Северо-Кавказской железной дороги, недалеко от здания вокзала, стоит обелиск с пятиконечной звездой:

Жила ты недолго, но честно. 1879—1905. Прасковья Григорьевна Дугинец. Убита 19 октября 1905 года на станции Кавказской черносотенцами.— надпись на обелиске
Является действующим лицом в документальном романе-хронике Б. Тумасова «Набатный год».